# Autoafhankelijkheid
Autoafhankelijkheid is het aangewezen zijn op het gebruik van een auto. Dit kan veroorzaakt worden doordat de ruimtelijke ordening dusdanig gericht is op het faciliteren van het autogebruik dat het voor een verplaatsing vrijwel onmogelijk is om die met andere vervoermiddelen uit te voeren (met de fiets, het openbaar vervoer of lopend) dan met de auto.

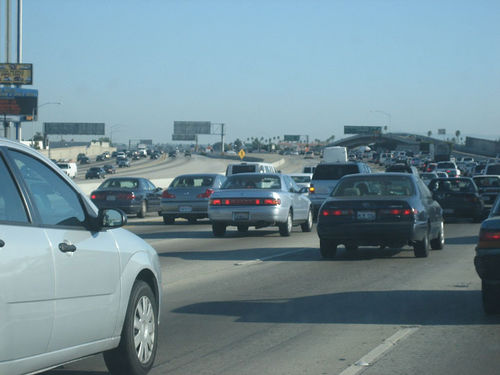
Autoverkeer in Los Angeles

## Overzicht
Voor autogebruik geldt er een versterkend effect wanneer verkeerscongestie leidt tot vraag naar meer en bredere wegen en derhalve het verwijderen van obstakels voor de doorstroming, zoals oversteekplaatsen voor voetgangers en fietsers, verkeerslichten en vrijliggende trambanen.
Deze verkeersmaatregelen maken autogebruik aantrekkelijker ten koste van andere vervoerwijzen, waardoor er meer autoverkeer gegenereerd wordt. Daarnaast wordt vaak de stedelijke inrichting aangepast aan autogebruik, bijvoorbeeld door de bouw van weidewinkels en baanwinkels of de opening van drive-inrestaurants die relatief voetgangersonvriendelijk zijn.
De bovenstaande ontwikkelingen stimuleren het autogebruik, waardoor de toegenomen wegcapaciteit wederom ontoereikend wordt. Dit leidt tot nieuwe verkeerscongestie, waardoor de cyclus zich herhaalt. Wanneer het openbaar vervoer minder gebruikt wordt, zal het minder rendabel zijn de dienstregelingen in stand te houden. Zodra de stedelijke inrichting gericht is op de auto, wordt het moeilijker voor inwoners zich te verplaatsen zonder autogebruik. Dergelijke steden kunnen daarom als autoafhankelijk worden beschouwd.
Enerzijds is autoafhankelijkheid een vraagstuk met een duurzaamheidscomponent, vanwege het verbruik van fossiele brandstoffen en de uitstoot van broeikasgas, wat bijdraagt aan klimaatverandering.
Anderzijds heeft autoafhankelijkheid sociale en culturele gevolgen. Doordat verplaatsingen voornamelijk plaatsvinden middels de auto, worden spontane ontmoetingen in de openbare ruimte schaarser. Dit kan effect hebben op het sociaal kapitaal in steden.
De Nederlandse en Vlaamse samenleving is minder autoafhankelijk dan in Noord-Amerika, vanwege de uitgebreide fietsinfrastructuur en de relatief compacte steden, waardoor de afstand tot voorzieningen korter is.

## Negatieve externaliteiten van autoafhankelijkheid
Volgens het Handbook on estimation of external costs in the transport sector van de Technische Universiteit Delft zijn de voornaamste externe effecten van autogebruik:
- Verkeerscongestie
- Verkeersongevallen
- Luchtvervuiling
- Geluidshinder
- Klimaatverandering
- Watervervuiling
- Bodemverontreiniging
- Horizonvervuiling

## Strategieën
Er is een aantal planologische en stedenbouwkundige benaderingen voor het beperken van autoafhankelijkheid, zoals new urbanism, Transit-oriented development oftewel knooppuntontwikkeling, alsook Smart growth. De meeste van deze benaderingen focussen op fysiek stedelijk ontwerp, stedelijke verdichting en ruimtelijke zonering.